# Serhij Mjakuško
Serhij Volodymyrovič Mjakuško (in ucraino Сергій Володимирович Мякушко?; Kiev, 15 aprile 1993) è un calciatore ucraino, centrocampista del Vorskla.

## Caratteristiche tecniche
È un esterno sinistro.

## Palmarès

### Club

#### Competizioni nazionali
- Coppa d'Ucraina: 1

Dinamo Kiev: 2013-2014
- Campionato ucraino: 2

Dinamo Kiev: 2014-2015, 2015-2016
- Supercoppa d'Ucraina: 1

Dinamo Kiev: 2016